# Monumento a José Tartiere
L'escultura urbana coneguda pel nom Monumento a José Tartiere Lenegre, ubicada a el paseo de los Álamos, al conegut Campo de San Francisco, a la ciutat d'Oviedo, Principat d'Astúries, Espanya, és una de les més d'un centenar que adornen els carrers de l'esmentada ciutat espanyola.
El paisatge urbà d'aquesta ciutat, es veu adornat per obres escultòriques, generalment monuments commemoratius dedicats a personatges d'especial rellevància en un primer moment, i més purament artístiques des de finals del segle xx. L'escultura, feta de bronze i pedra, és obra de Víctor Hevia i Manuel Álvarez Laviada, i està datada 1933.
Després de la mort de l'empresari José Tartiere Lenegre, qui era considerat ja fill adoptiu d'Oviedo, que va tenir lloc a Luganes (Siero) el 18 d'abril de 1927, un grup d'amics, socis i familiars, van organitzar una Comissió Pro-Monument, que estava presidida per Nicanor de les Ales Pumariño i entre els vocals es trobaven amb Francisco Castañón, Eustaquia Fernández Miranda i Juan Antonio Onieva, la qual va impulsar la realització d'un monument en record del que era ja considerat com un dels artífexs de la industrialització asturiana, la qual va contribuir enormement al desenvolupament i avanç de la zona.
El monument es va sufragar per subscripció popular i està compost per un conjunt de figures, una de bronze (la que representa José Tartiere y Lenagre, més gran que el natural, assegut en una cadira, sobre un pedestal de pedra, al qual accedeix pujant un joc d'escales), obra de Víctor Hevia; i altres en pedra (les figures de quatre treballadors, que representen les diferents indústries d'importància per a Astúries en què Tartiere Lenegre participar com a fundador, disposades en parelles a banda i banda de la figura de Tartiere, en sengles pedestals), que són obra de Manuel Álvarez Laviada. A més, el conjunt presenta per la part de darrere, un relleu amb perfils d'obrers, també obra de Víctor Hevia.